# Koptivșciîna, Ovruci
Koptivșciîna (în ucraineană Коптівщина) este un sat în comuna Pokaliv din raionul Ovruci, regiunea Jîtomîr, Ucraina.

## Demografie
Componența lingvistică a localității Koptivșciîna
     Ucraineană (98,67%)
     Alte limbi (1,32%)
Conform recensământului din 2001, majoritatea populației localității Koptivșciîna era vorbitoare de ucraineană (98,67%), existând în minoritate și vorbitori de alte limbi.